# Liceo Mutante

Vue extérieure du jardin.

Le Liceo Mutante est une association culturelle et une salle de concert de Pontevedra (Espagne) créée en 2011 et située dans le quartier Mollavao.      

## Historique
Le Liceo Mutante a été fondé le 27 juillet 2011 par un groupe de professionnels de Pontevedra qui sont retournés dans leur ville natale après avoir étudié dans différentes régions d'Espagne.
Afin d'augmenter l'offre culturelle de Pontevedra, ils ont loué un local dans le quartier Mollavao et ont créé une société culturelle indépendante autogérée à but non lucratif, sans aide, subvention ou parrainage officiel. 
Différents groupes de rock alternatif ou des artistes venant d'endroits aussi différents que le Royaume-Uni (Howie), l'Allemagne (Kishote), la France (Shrimpcase) ou Madrid (Descubriendo a Mister Mime) se sont produits dans la salle,.
Le Liceo Mutante est devenu une référence en Galice et en Espagne,.

## Caractéristiques
Il vise à offrir une alternative aux propositions culturelles privées qui existent dans la ville en créant un espace autogéré. L'association propose, entre autres activités, des concerts de musique indépendante et alternative, des projections de films, du théâtre, des ateliers et des séances de sérigraphie.  
Il compte plus de 7000 membres qui participent avec une cotisation annuelle grâce à laquelle l'activité de l'association se poursuit. 
L'organisation se réunit tous les mois en assemblée et forme des comités chargés de gérer chaque événement à organiser.

## Galerie d'images

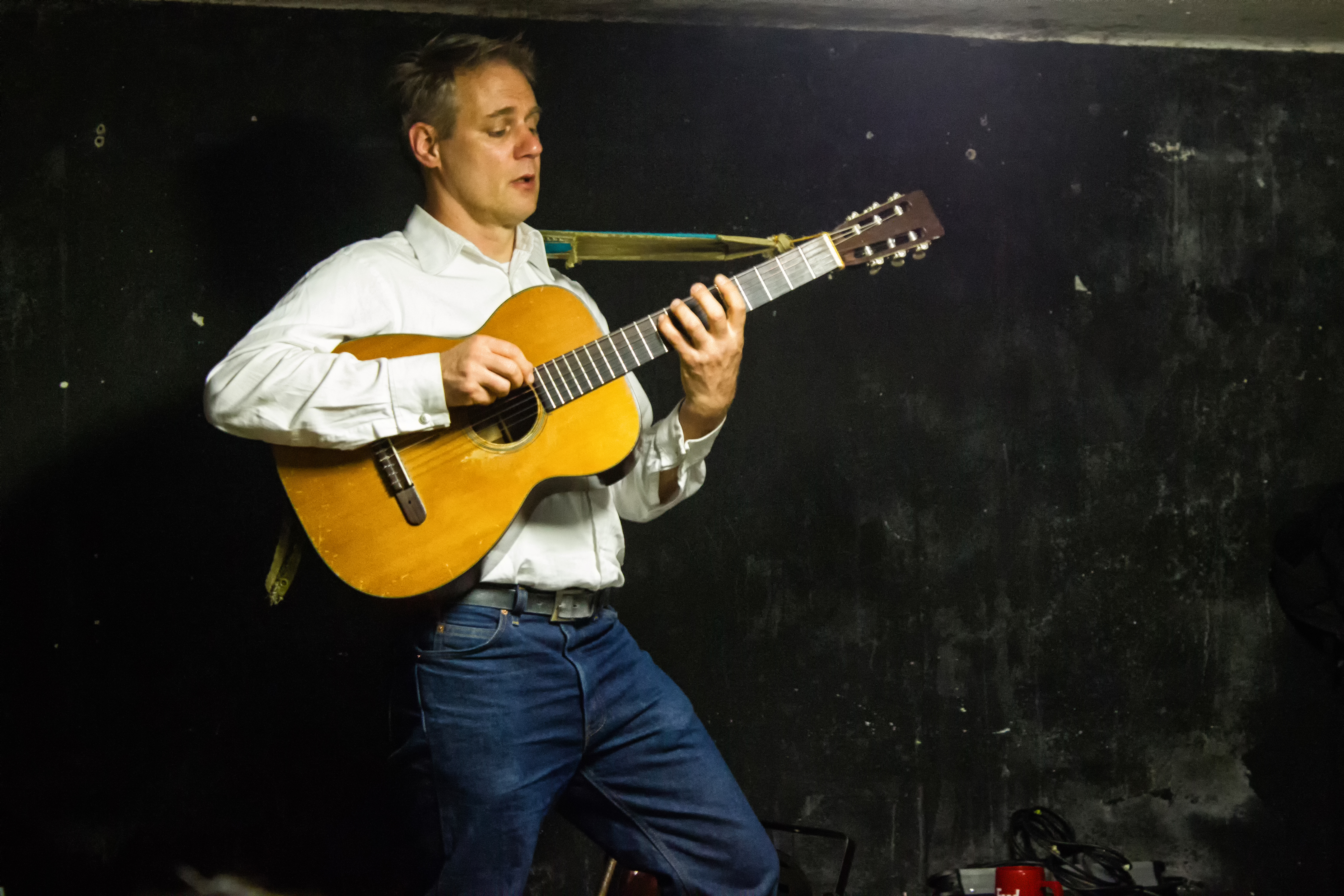
Calvin Johnson
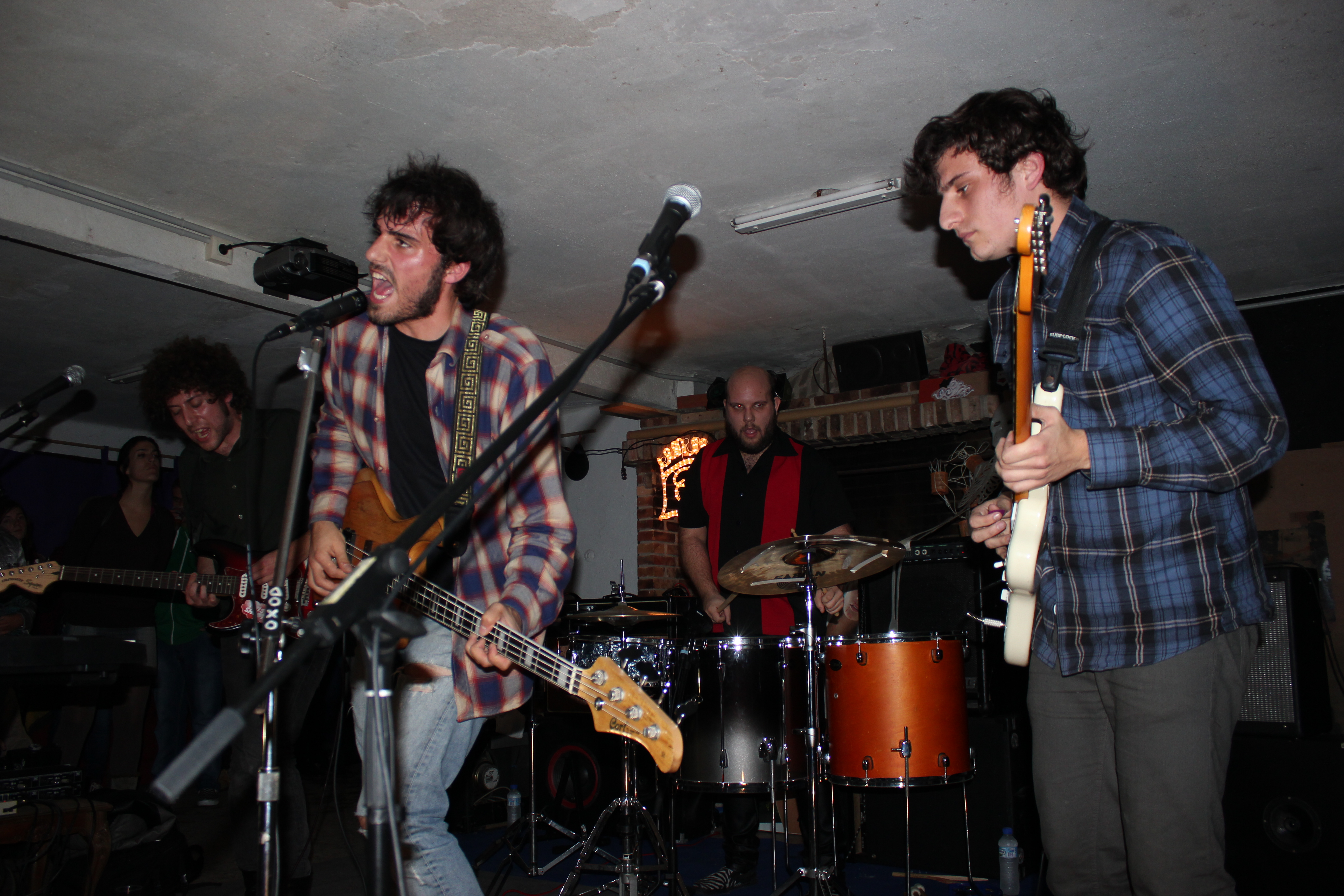
Téléphones Rouges
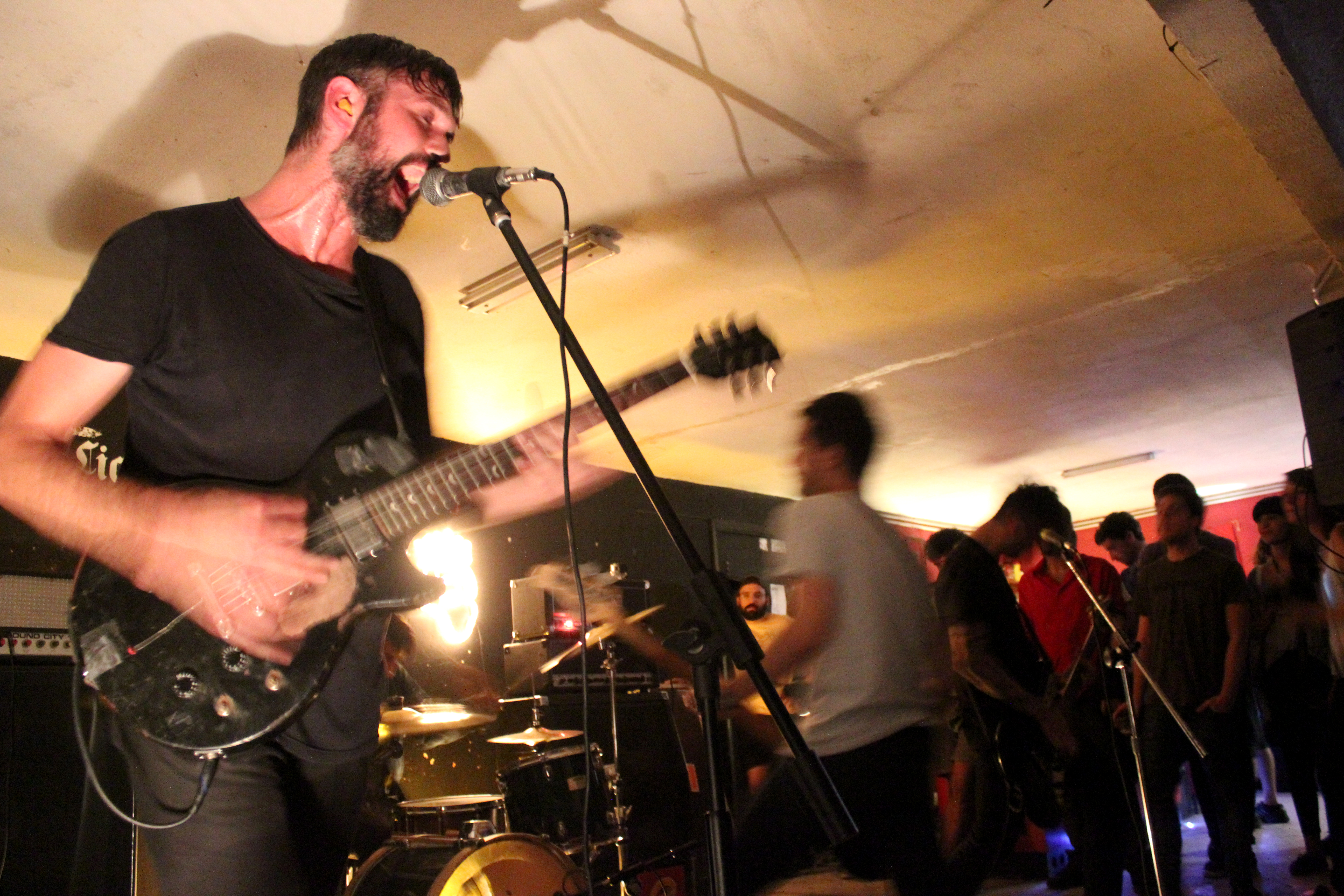
Loma Prieta
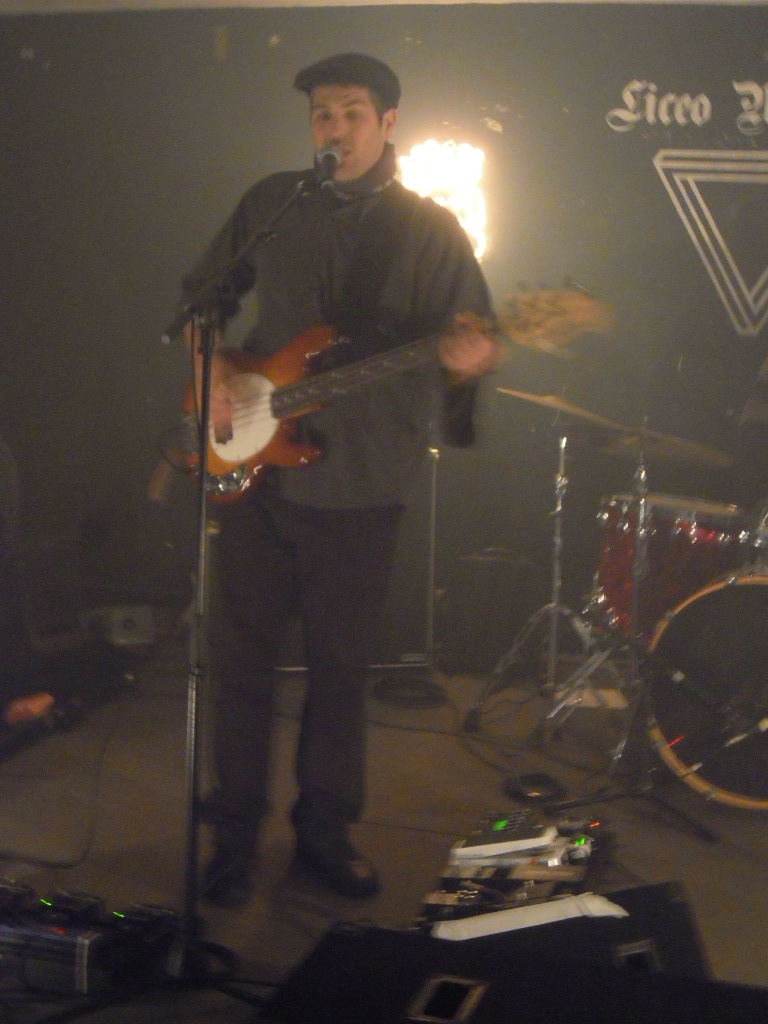
Xacobe Martínez Antelo
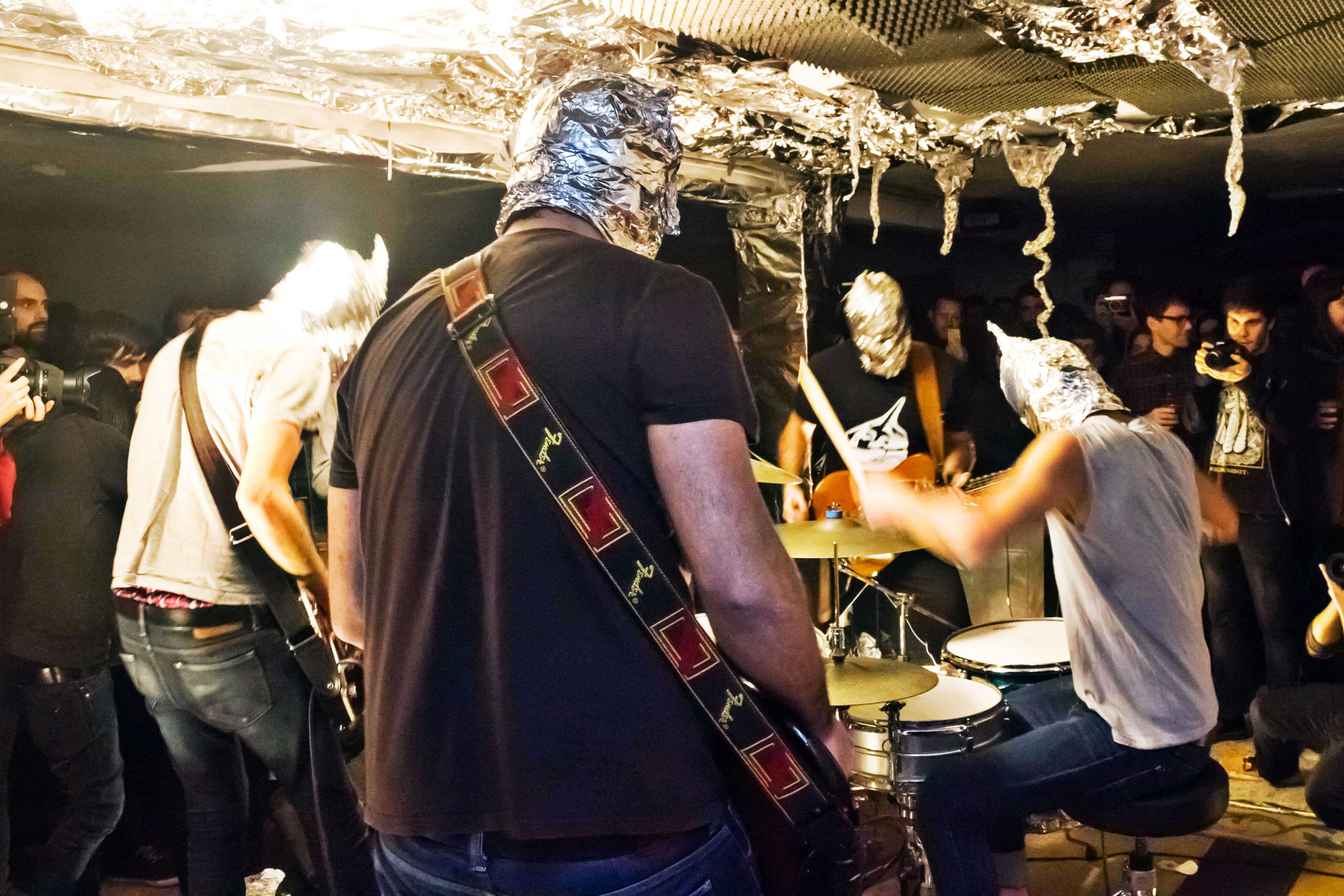
Unicornibot
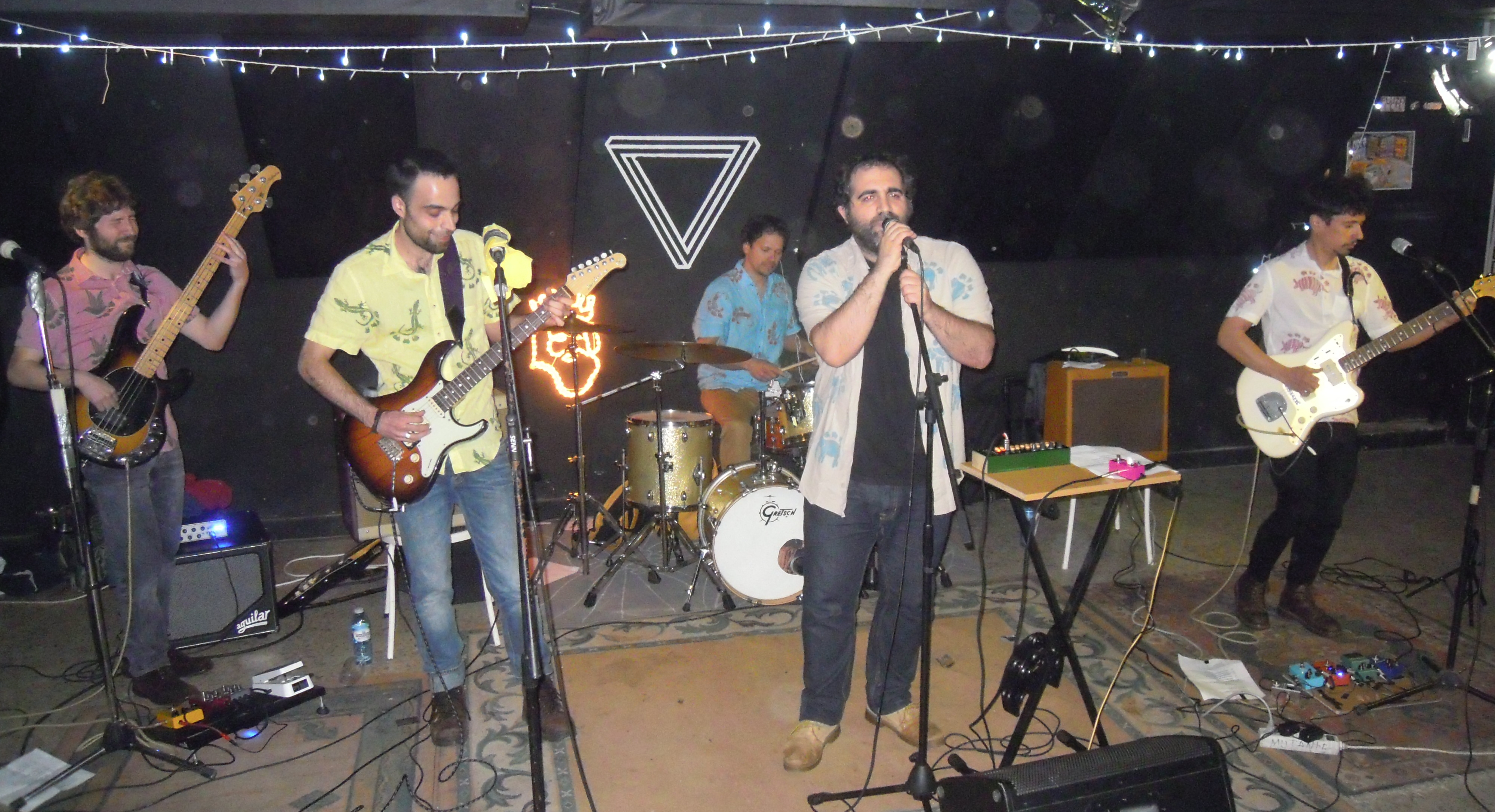
Escampe attaque
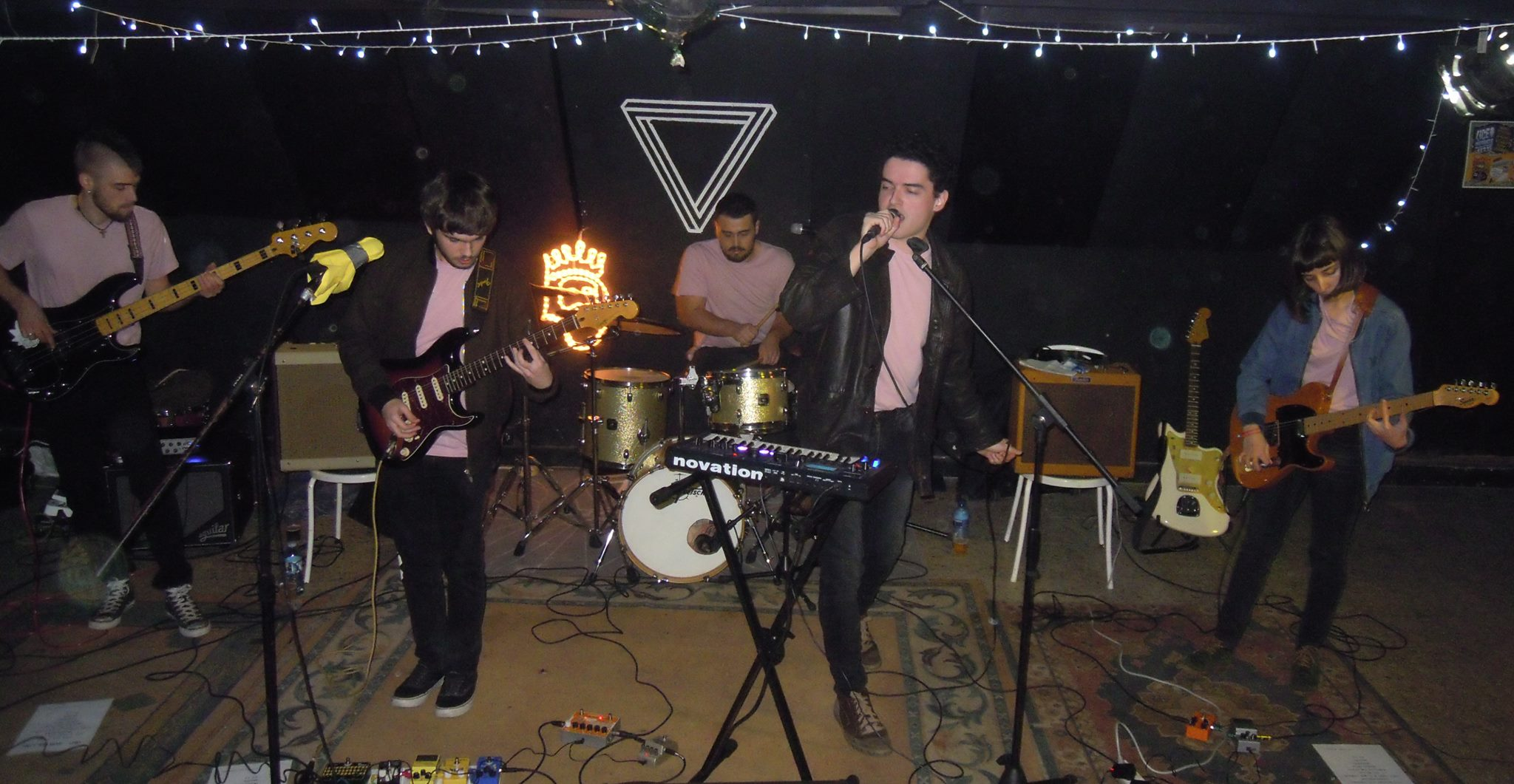
Oh! Ayatollah

## Voir également

### Autres articles
- Autogestion